# Ariella Ferrera
Ariella Ferrera, pseudonimo di Maria Restrepo (Medellín, 15 gennaio 1979), è un'attrice pornografica colombiana.

## Biografia
All'età di cinque anni si trasferì con la famiglia negli  Stati Uniti a Chicago in Illinois, città in cui ha poi studiato e lavorato come igienista dentale.

## Carriera
Ha cominciato a lavorare nell'industria pornografica durante l'anno 2009, introdotta da Devon Savage che è poi diventato suo marito, ed è apparsa nel ruolo di milf in scene di importanti case di produzione pornografiche come Brazzers, Naughty America, Pulsi Distribution, Girlfriends Films e Digital Playground. Ha ricevuto diverse nomination nei premi del settore, la maggior parte per la categoria MILF di cui è una delle esponenti più note, specialmente come latina.

## Filmografia parziale
- Ahead of the Class (2009)
- Ariellas Areolas (2009)
- Big Titty MILFs 12 (2009)
- Bikini Girls in Bondage (2009)
- Bound and Helpless Business Hostages (2009)
- Cougars Cocks and Jocks (2009)
- Couples Seeking Teens 3 (2009)
- Dancing with Pornstars (2009)
- Dangerous Diva's Talent for Trouble (2009)
- Facial Cum Catchers 7 (2009)
- Karate Chop My Dick (2009)
- Kittys (2009)
- Lesbian Seductions 28 (2009)
- MILF Worship 9 (2009)
- MILFs And Their Toys 5 (2009)
- Mommy Knows Best 3 (2009)
- This Isn't Big Love - A XXX Parody (2009)
- What A Helper (2009)
- Backroom MILF 7 (2010)
- Big Tits Boss 12 (2010)
- Big Trouble for Costumed Beauties (2010)
- Bludreams 2 (2010)
- Bossy MILFs 5 (2010)
- CFNM Secret 4 (2010)
- Couples Captured in Rope (2010)
- Doctor Adventures.com 8 (2010)
- Femdom Ass Worship 6 (2010)
- Field of Schemes 8 (2010)
- Golden Globes 3 (2010)
- Lesbian House Hunters 1 (2010)
- Lesbian House Hunters 5 (2010)
- Lesbian Seductions 29 (2010)
- MILF Squirters 11 (2010)
- MILFs Like It Big 8 (2010)
- Mommy Got Boobs 8 (2010)
- Monster Mommies 2 (2010)
- My First MILF 2 (2010)
- Naughty MIB's Subdued (2010)
- Net Skirts 3.0 (2010)
- Poor Little Shyla (2010)
- Bondage Tribute (2011)
- Breanna (2011)
- Digging For Trouble (2011)
- Fashion House 2 (2011)
- Fuck The News (2011)
- Head And Breakfast (2011)
- Laying The Cleaning Lady (2011)
- MILF And Cookies (2011)
- Real Wife Stories 9 (2011)
- Sexual Makeover (2011)
- Slut-ber Party (2011)
- Sometimes I Fuck Anything (2011)
- BDSM (2012)
- Big Tit Christmas 3 (2012)
- Female Orgasm 101 (2012)
- Hairy Pussy Creampied (2012)
- Lust In Translation (2012)
- No Plastic Cock Can Match Johnny's Magic Wand (2012)
- Nuclear Score (2012)
- Pornstar Blowjob (2012)
- Pumping The Poolboy (2012)
- Sex Instruction (2012)
- Titty Creampies 3 (2012)
- Wrong Floor (2012)
- Act Now Ass Later (2013)
- Afternoon Delight (III) (2013)
- Big Tits at Work 19 (2013)
- Brazzers Live 40: Big Wet Butts Live (2013)
- Day With A Pornstar 4 (2013)
- Dealing With A Dickhead (2013)
- Doctor Doctor, Gimme Your Cock (2013)
- Ep-1: Are You Afraid of the Dick (2013)
- In The Darkroom (2013)
- Incestuous (2013)
- MILFs Like It Big 14 (2013)
- MILFs Like It Big 15 (2013)
- Mommy Got Boobs 18 (2013)
- Neighborly Lay (2013)
- Sex By The Pool (2013)
- Tag Team (2013)
- Tasty Treat (2013)
- Threesome With Ariella Ferrera And Deauxma (2013)
- Trading Races (2013)
- Bagboy Bags Mom's Boobies (2014)
- Being Bad (2014)
- Big News On The Boob Tube (2014)
- CFNM (2014)
- Driving Dick Shift (2014)
- MILFs Like It Big 17 (2014)
- Mommy's Best Kept Secrets (2014)
- My Son's Girlfriend (2014)
- Real Ex-wives Of Beverly Hills (2014)
- School Discipline 2 (2014)
- Selling The Sybian (2014)
- So Fine (2014)
- Sugar Mommas (2014)
- Whorin' warden (2014)
- Whorin' Warden Returns (2014)
- You Want Us to Clean Your Dick (2014)
- Big Tit MILF Gets Her Asshole Pounded (2015)
- Brandi's Girls (2015)
- Double Milf Stack (2015)
- Empacando las Tetas de una Sexy Mama (2015)
- Hands-On Mom (2015)
- Horny Housewives 3 (2015)
- Hot and Mean 14 (2015)
- Jailhouse Fuck 2 (2015)
- La Novia de mi Hijo (2015)
- La Puta Guardiana (2015)
- Making Him Wait (2015)
- Making Him Wait 2 (2015)
- Mamacita Con Grandes Tetas (2015)
- Miss Ferrera Wants It Bad (2015)
- Oily Playtime (2015)
- Randy Moore and Ariella Ferrera (2015)
- Randy Moore and Ariella Ferrera 2 (2015)
- Sweet Takeover (2015)
- Ariella Ferrera Prince Yashua (2016)
- Backyard Banging (2016)
- Dick Before Divorce (2016)
- Homemade American Tits (2016)
- Johnny Fucks Ariella Ferrera (2016)
- MILF Mayhem (2016)
- Milf Squad Vegas: You're Off The Case Ferrera (2016)
- My Son's Best Friends (2016)
- Not Again (2016)
- Pro Boner (2016)
- Punish My Pussy (2016)
- Sex Test (2016)
- Tits In Charge (2016)
- Wet and Naughty Sponge Bath Party (2016)
- Ariella Fucking Young Dick (2017)
- Ariella on Notice (2017)
- Doctor, I Cheated On My Girlfriend (2017)
- Fellatio From The She-E-O (2017)
- Filthy Moms 2 (2017)
- Fuck Me and Fix Bike (2017)
- Good Girls Gone Bad 1 (2017)
- My Son's Teacher (2017)
- My Stepmom And Her Sister (2017)
- Rubbing Her The Right Way (2017)
- That's My Bush (2017)
- Tori Black and Her Girlfriends (2017)
- Trophy Husband (2017)
- Walkin' On Cumshine (2017)
- Ariella Ferrera's Stepson Works With Sex (2018)
- Ariella Squirts on The Bus (2018)
- Borrowing Milk From my Neighbor (2018)
- Dinner for One, Table for Two (2018)
- Dreaming Of Creampie (2018)
- Driving Mommy Wild (2018)
- Had Some Fun, Gotta Run (2018)
- Harder Faster Milfier (2018)
- Her Daughter's Best Friend 3 (2018)
- Honey It's A Motorbunny (2018)
- Lick My Limo (2018)
- Male Order Bride (2018)
- Mother Daughter Mix Up (2018)
- Panty Stash (2018)
- Parent Teacher Cumference (2018)
- Polishing His Trophy (2018)
- Pussy Off The Rack (2018)
- Sharing The Gardner's Cock With My Step-Mom (2018)
- Take A Seat On My Dick 2 (2018)
- Three Muffs In The Buff (2018)
- Trading Pussy For Cookies (2018)
- We're Taking Over (2018)
- Babysitter's Anal Initiation (2019)
- Channel Your Energy Down (2019)
- Managing Her Anger (2019)
- MILF Mayhem 3 (2019)
- MILF Witches 1 (2019)
- Roommate Rivalry (2019)
- Bang Bus 77 (2020)
- Best Of Brazzers: Sharing Stepsiblings (2020)
- Best Of Brazzers: Sneakiest Moments (2020)
- Best Of Brazzers: Titty Tuesday 2 (2020)
- Flower My Holes ft Ariella Ferrera (2020)
- Library Lesbians Caught (2020)
- Scissoring Rivalry (2020)
- Busty and Bushy Cougar and Her Prey (2021)
- Lil Humpers 9 (2021)
- Say Yes to The Breast (2021)
- Mom Bush 3 (2022)